# Oxygonum leptopus
Oxygonum leptopus är en slideväxtart som beskrevs av Gottfried Wilhelm Johannes Mildbraed. Oxygonum leptopus ingår i släktet Oxygonum och familjen slideväxter. Inga underarter finns listade i Catalogue of Life.